# Enrique Borja
Enrique David Borja García (Ciudad de México, 30 de diciembre de 1945) es un exfutbolista mexicano que se desempeñó como centrodelantero. Actualmente es analista deportivo en el canal TUDN.

## Trayectoria

### Universidad Nacional
A la edad de 17 años formó parte de un combinado juvenil que ganó el título en los VII Juegos Nacionales, realizados en San Luis Potosí, y ahí fue invitado a participar en las fuerzas inferiores de Pumas de la UNAM; fue reclutado por un buscador de talentos de nombre Jesús “Tapatio” Meza. En aquellos años, y bajo la dirección técnica y deportiva de Renato Cesarini, el club había comenzado un proyecto de desarrollo integral de jugadores juveniles, coloquialmente conocido después como la “cantera”; y Borja se convirtió en uno de los primeros elementos de este plan. Llegó al club en la campaña 1963-64, su debut se produjo en un juego de la Copa México ante Zacatepec, el 1 de marzo de 1964 entrando de cambio por el delantero Alberto Etcheverry. En liga debutaría hasta un año más tarde frente a Morelia; entrando de cambio constantemente, comenzó a ganar simpatía con el público de Ciudad Universitaria. A partir de la campaña 1965-66 se convirtió en el delantero titular del club. Con el cuadro universitario alcanzaría el subcampeonato de liga de la temporada 1967-68 y el de goleo individual de la campaña 1968-69. En cinco años con Universidad anotó 69 goles en torneos de liga.

### Club América

#### El polémico traspaso
El delantero pasó del Club Universidad al América después de una transacción de 400 mil pesos el 27 de marzo de 1969. El cambio según declaraciones del presidente del club, Andrade Pradillo, se dio porque el delantero pretendía un aumento de sueldo, que la institución en esos momentos no podía dar. Sin embargo el jugador no aceptó el cambio de equipo: 

Mi actitud obedecía al propósito de continuar en Pumas, y de ninguna manera a no querer jugar en América. -Enrique Borja, al referirse a su traspaso

Se habló entonces de anular la operación o hasta que UNAM lo volviera a comprar. Incluso pidió audiencia con el rector universitario, cosa que no ocurrió. El asunto llegó a su fin cuando la Comisión de Fútbol de la Universidad (ente rector del equipo profesional) se reuniera y anunciara oficialmente que el jugador no entraba en planes y el asunto debía resolverse entre él y su nuevo equipo. Después de la polémica, el 4 de julio firmó contrato con el conjunto americanista.

#### Su paso por América
Debutó en la derrota del América de 3-1 del 13 de julio en el Clásico de clásicos ante Guadalajara, en la fecha 7 de la campaña 1969-70, entrando de cambio por Jorge "Coco" Gómez al minuto 46. Marcó su primer gol el 29 de agosto frente a Toluca en el estadio Azteca, al minuto 74 de la victoria americanista 3-1 en la jornada trece. Anotaría 3 tantos más en el resto de la campaña. No disputó la campaña México 1970, al estar concentrado con la selección mexicana, precisamente por ser un torneo especial que se jugó sin seleccionados; concentrados de forma permanente de cara a la Copa del Mundo México 1970.
La temporada 1970-71 significó su consolidación en la escuadra crema, al tiempo que de forma particular integró una destacada dupla ofensiva con el mediocampista chileno Carlos Reinoso. Dicha dupla no solo redituó en el éxito colectivo de la institución, sino que permitió al jugador conseguir el título de goleo individual. Más de un tercio de los goles conseguido por el club en la fase regular (20 de 56) fueron convertidos por Borja, que nunca marcó más de dos goles en un mismo juego, pero si se hizo presente en 15 de los 34 encuentros de la campaña. Aquel torneo fue el primero donde el campeonato de liga se definió en una fase de postemporada, denominada liguilla, que solo consistiría en la final entre los dos líderes de grupo en que se dividieron los 18 conjuntos del máximo circuito. Borja participó en los dos encuentros, no anotó, y el equipo se coronó campeón de liga, además de concluir como líder general de la competencia.
En la siguiente temporada 1971-72, conquistó el título de goleo individual por segunda ocasión, anotando 26 tantos en 33 partidos. Inició el torneo anotando tres goles y lo cerró marcando otros dos. Sin embargo su equipo perdería la final de liga ante Cruz Azul 4-1, el gol americanista fue obra de Borja.
Durante la campaña 1972-73, Borja conquistó su tercer título de goleo individual, todos de forma consecutiva, igualando una marca hasta entonces solo conseguida por Hilario López de Necaxa (1934-35, 1935-36, 1936-37) y Adalberto "Dumbo" López de León (1946-47, 1947-48, 1948-49). En gran medida lo obtuvo por la racha de siete partidos consecutivos marcando en el final del torneo, que le permitió rebasar al líder de la mayor parte del certamen Ricardo Chavarín del Atlas. Borja finalizó con 24 tantos por 23 del atlista. Sin embargo su equipo no clasificaría a la fase final, a pesar de concluir en cuarto lugar general, ya que terminó en tercer lugar de su grupo. Con su anotación de la jornada uno de la siguiente campaña 1973-74, estableció una marca para su club de 8 juegos seguidos anotando y se quedó a uno del récord histórico de Horacio Casarín (1943-44/44-45).
Esa temporada, una lesión y su consecuente baja de juego lo alejaron de la titularidad, que recayó en el chileno Osvaldo Castro; Borja jugó 16 encuentros y metió cuatro goles. Además de integrar el plantel que conquistó la Copa México esa campaña. Al inicio de la temporada 1974-75 sería intervenido quirúrgicamente de dicha lesión y se perdió gran parte del torneo. Regresó en la jornada 15 y lo hizo de manera notable marcando los primeros dos de 12 goles en 15 juegos que disputaría. Jugó solo 11 encuentros y marcó dos goles en la campaña 1975-76, donde su equipo se coronaria campeón de liga y Campeón de Campeones. Se retiró de primera división el 18 de septiembre de 1977 en el estadio Azteca, en el marco del torneo 1977-78, dentro de la victoria 4-2 como local de su equipo ante Pumas UNAM, su exequipo al que nunca le había anotado, y en aquella ocasión les anotó en dos ocasiones. En suma anotó 104 goles con el cuadro americanista en todas las competencias. Siendo hasta ese momento el tercer máximo realizador de la institución por debajo de Octavio Vial (148) y José Alves (109); el segundo considerando solo torneos de liga (100 por 123 de Vial). De igual forma, al momento de su retiro era el tercer mayor anotador en la historia de la liga (169 goles) solo por debajo de Horacio Casarín (238) y Adalberto López (201).

### Carrera como directivo
A su retiro se convirtió en directivo, ocupando la presidencia del club Necaxa, posteriormente la de la Federación Mexicana de Fútbol y también de los Tigres de la Universidad Autónoma de Nuevo León en dos etapas entre, la primera de 1999 a 2000 (alternando su trabajo como Presidente de la Federación) y una segunda entre octubre de 2007 y junio de 2009.
El 8 de noviembre de 2011, Enrique Borja fue investido en el Salón de la Fama en Pachuca dentro de la primera generación.

## Clubes
| Club                      | País   | Año       |
| ------------------------- | ------ | --------- |
| Club Universidad Nacional | México | 1964-1969 |
| Club América              | México | 1969-1977 |

## Selección nacional
Con menos de dos años en el máximo circuito, el entonces joven jugador de 21 años fue convocado por primera vez a la selección mexicana por el técnico Ignacio Trelles, para integrarse al plantel que se prepararía de cara a la Copa del Mundo Inglaterra 1966. Debutó en un amisto frente Guadalajara, donde marcó dos goles a los minutos 48 y 69, el 3 de abril de 1966. Su primer partido internacional sería ante Chile, el 6 de mayo en el estadio de Ciudad Universitaria, donde marcó el primer y único gol del partido al minuto 41. Los juegos de preparación le permitieron destacar lo suficiente para convencer al técnico mexicano Ignacio Trelles de integrarlo al plantel mundialista.
Haría su debut mundialista el 13 de julio de 1966, alineando como titular en el primer partido del combinado mexicano frente a Francia. En una jugada que comenzó su compañero de Pumas Aarón Padilla, este comenzó a driblar por la banda izquierda, centró a Borja que entró al área chica, acompañado de un solo defensa, trató de disparar sin éxito, retuvo el balón, giró evadiendo la barrida defensiva y venció al portero francés. El gol significó el único de México en dicho torneo y el del empate a uno en ese duelo. Borja alineó en los tres encuentros.
Durante el proceso previo a la Copa del Mundo México 1970, Borja no solo se consolidó como el centro delantero titular del equipo en la larga preparación de duelos amistosos para solventar la falta de roce oficial de alto nivel competitivo; también consiguió empatar al hasta entonces máximo goleador en partidos internacionales de la selección mexicana Horacio Casarín, cuando al anotar uno de los tres tantos de la victoria 3-0 contra Dinamarca en el estadio Azteca, alcanzó los 15 tantos de Casarín. Javier Fragoso los superaría momentáneamente ese mismo año al marcar sus goles 15 y 16 con la selección. Pero Borja se ubicó como goleador histórico finalmente el 22 de mayo de 1969, al marcar un doblete en el triunfo 3-0 ante Perú en el estadio Nou Camp de León. A partir de ese día y hasta 1997 permaneció como mayor anotador del conjunto nacional, siendo ese año rebasado por Carlos Hermosillo.
Su destacada cuota de goles lo ubicaba como titular previo a la Copa del mundo, sin embargo una serie de controversias vinculadas al aspecto comercial y su repentina baja de juego lo alejó de la alineación titular. Únicamente arrancó el juego contra El Salvador y entró de cambio en la derrota de 
cuartos de final 4-1 con Italia, no marcó en ninguno de los dos cotejos.
Tal como ocurrió en la liga, retomó su nivel y regresó a la titularidad de la selección, marcando goles especialmente en duelos amistosos. Encontrándose en el mejor momento de su carrera, formó parte del plantel que sería eliminado en la ronda final de la clasificación para Alemania 1974, esto en la Copa Concacaf Haití 1973. En aquella ocasión, solo marcó en la victoria frente al cuadro local. Disputó su último encuentro y anotó su último gol el 24 de agosto de 1975 frente a Estados Unidos, sería su gol 31, cifra solo superada, como se mencionó anteriormente, hasta 1997.

### Participaciones en Copas del Mundo
| Mundial                        | Sede       | Resultado        |
| ------------------------------ | ---------- | ---------------- |
| Copa Mundial de Fútbol de 1966 | Inglaterra | Primera fase     |
| Copa Mundial de Fútbol de 1970 | México     | Cuartos de final |

| Fecha               | Rival       | Sede             | Estadio            | Goles | Resultado |
| ------------------- | ----------- | ---------------- | ------------------ | ----- | --------- |
| 13 de julio de 1966 | Francia     | Londres          | Estadio Wembley    | 1     | 1 - 1     |
| 16 de julio de 1966 | Inglaterra  | Londres          | Estadio Wembley    | 0     | 2 - 0     |
| 19 de julio de 1966 | Uruguay     | Londres          | Estadio Wembley    | 0     | 0 - 0     |
| 7 de junio de 1970  | El Salvador | Ciudad de México | Estadio Azteca     | 0     | 4 - 0     |
| 14 de junio de 1970 | Italia      | Toluca           | Estadio Luis Dosal | 0     | 4 - 1     |

### Sus 32 goles contra selecciones
| Fecha                    | Goles | Rival                | Resultado | Lugar            | Motivo                                              |
| ------------------------ | ----- | -------------------- | --------- | ---------------- | --------------------------------------------------- |
| 3 de mayo de 1966        | 1     | Chile                | 1-0       | México, D. F.    | Amistoso                                            |
| 13 de julio de 1966      | 1     | Francia              | 1-1       | Wembley, Londres | Copa Mundial de Fútbol de 1966                      |
| 5 de enero de 1967       | 2     | Suiza                | 3-0       | México, D. F.    | Amistoso                                            |
| 6 de diciembre de 1967   | 1     | Hungría              | 1-0       | México, D. F.    | Amistoso                                            |
| 10 de julio de 1968      | 2     | Brasil               | 2-1       | México, D. F.    | Amistoso                                            |
| 21 de agosto de 1968     | 1     | Uruguay              | 2-0       | México, D. F.    | Amistoso                                            |
| 18 de octubre de 1968    | 1     | Colombia             | 1-0       | Bogotá           | Amistoso                                            |
| 20 de octubre de 1968    | 1     | Perú                 | 3-3       | Lima             | Amistoso                                            |
| 23 de octubre de 1968    | 1     | Chile                | 1-3       | Santiago         | Amistoso                                            |
| 26 de octubre de 1968    | 1     | Uruguay              | 2-0       | Montevideo       | Amistoso                                            |
| 3 de noviembre de 1968   | 1     | Brasil               | 1-2       | Belo Horizonte   | Amistoso                                            |
| 1 de enero de 1969       | 1     | Italia               | 2-3       | México, D. F.    | Amistoso                                            |
| 22 de enero de 1969      | 1     | Dinamarca            | 3-0       | México, D. F.    | Amistoso                                            |
| 22 de mayo de 1969       | 2     | Perú                 | 3-0       | León             | Amistoso                                            |
| 18 de marzo de 1970      | 1     | Perú                 | 3-3       | León             | Amistoso                                            |
| 18 de septiembre de 1971 | 1     | Alemania Democrática | 1-1       | Leipzig          | Amistoso                                            |
| 30 de septiembre de 1971 | 1     | Grecia               | 1-0       | Salónica         | Amistoso                                            |
| 13 de octubre de 1971    | 1     | Bermudas             | 2-0       | Hamilton         | Clasificación para el Campeonato Concacaf de 1971   |
| 16 de octubre de 1971    | 1     | Bermudas             | 4-0       | México, D. F.    | Clasificación para el Campeonato Concacaf de 1971   |
| 5 de marzo de 1972       | 1     | Perú                 | 2-1       | México, D. F.    | Amistoso                                            |
| 9 de agosto de 1972      | 1     | Perú                 | 2-3       | Lima             | Amistoso                                            |
| 16 de agosto de 1972     | 1     | Chile                | 2-0       | Santiago         | Amistoso                                            |
| 3 de septiembre de 1972  | 1     | Estados Unidos       | 3-1       | México, D. F.    | Clasificación para el Campeonato Concacaf de 1973   |
| 12 de octubre de 1972    | 3     | Costa Rica           | 3-1       | México, D. F.    | Amistoso                                            |
| 7 de febrero de 1973     | 1     | Argentina            | 2-0       | México, D. F.    | Amistoso                                            |
| 18 de diciembre de 1973  | 1     | Haití                | 1-0       | Puerto Príncipe  | Eliminatoria para la Copa Mundial de Fútbol de 1974 |
| 24 de agosto de 1975     | 1     | Estados Unidos       | 2-0       | México, D. F.    | Copa Ciudad de México 1975                          |

## Palmarés

### Títulos nacionales
| Título               | Equipo       | País   | Año     |
| -------------------- | ------------ | ------ | ------- |
| Primera División     | Club América | México | 1970-71 |
| Copa México          | Club América | México | 1973-74 |
| Primera División     | Club América | México | 1975-76 |
| Campeón de Campeones | Club América | México | 1975-76 |

### Títulos internacionales
| Título                           | Equipo       | País    | Año  |
| -------------------------------- | ------------ | ------- | ---- |
| Copa de Campeones de la Concacaf | Club América | Surinam | 1977 |

### Distinciones individuales
| Distinción                                       | Año     |
| ------------------------------------------------ | ------- |
| Máximo goleador de la Primera División de México | 1970-71 |
| Máximo goleador de la Primera División de México | 1971-72 |
| Máximo goleador de la Primera División de México | 1972-73 |